# Jos Groen
Jos Groen (Den Haag, 16 februari 1963) is een Nederlands officier, werkzaam bij de Koninklijke Landmacht, en auteur van verschillende boeken en wetenschappelijke artikelen.
In 1991 rondde Groen zijn opleiding af aan het Opleidingscentrum voor Officieren te Breda. Na zijn opleiding heeft hij diverse operationele functies binnen de krijgsmacht vervuld, waarbij hij drie keer heeft deelgenomen aan een internationale vredesmissie (UNPROFOR, 1995; Task Force Fox, 2002; ISAF, 2010).

## Publicaties
Zijn eerste publicatie was onder het pseudoniem S.A.M. Kruit in het NOS Teletekst jubileumboek (2005). Groen beschrijft hierin zijn UNPROFOR-herinneringen. In 2010 publiceerde hij het boek De Sobats van Co Groen. In dit boek worden 80 interviews weergegeven met veteranen die samen met zijn vader eind jaren ’40 naar Nederlands-Indië waren uitgezonden. In 2012 verscheen het boek Task Force Uruzgan 2006 – 2010 'Getuigenissen van een missie'. Het boek bevat een weergave van de gesprekken die Groen met 23 jonge officieren van de krijgsmacht heeft gehouden die destijds deel uit hebben gemaakt van de ISAF-missie. De Engelstalige versie van dit boek verschijnt in augustus 2013.
In de in 2012 verschenen verhalenbundel We missen één man beschrijft Groen in een uitgebreidere versie nogmaals zijn UNPROFOR herinneringen van 1995. Een aantal (semi)-wetenschappelijke artikelen van zijn hand zijn onder meer gepubliceerd in de Militaire Spectator, de Carre (het officierskatern van de Nederlandse Officieren Vereniging), het Australische Infantry Magazine en het Deense Militært Tidsskrift.
In 2022 verscheen het Engelstalige boek From the Frying Pan to Mittersill – Fox Company 502nd Parachute Infantery Regiment 1942 – 1945 (uitgeverij Flying Pencil US).

## Persoonlijk
Jos Groen is getrouwd en heeft twee kinderen. Hij woont in Groningen.